# Hortus Halensis
Hortus Halensis (abreviado Hort. Hal.) fue un libro ilustrado con descripciones botánicas que fue editada por el botánico alemán Diederich Franz Leonhard von Schlechtendal. Fue publicada en Halle en fascículos desde el año 1841 al 1853.

## Publicaciones
- Fasc. 1, 20-26 Jun 1841;
- fasc. 2, 19-25 Sep 1841;
- fasc. 3, posible 1853;
- fasc. 4, posiblemente no regularizado;
- fasc. 5, 1853